# Sam Rayburn
Samuel Taliaferro Rayburn, znany jako Sam Rayburn (ur. 6 stycznia 1882 w Kingston, Tennessee, zm. 16 listopada 1961 w Bonham, Teksas) – amerykański polityk ze stanu Teksas, członek Partii Demokratycznej.
Rayburn zasiadał w Izbie Reprezentantów przez 48 lat, od 1913 do swojej śmierci. 16 września 1940 został spikerem Izby. Pełnił tę funkcję łącznie przez 17 lat, do śmierci w 1961, z przerwami w latach 1947–1949 i 1953–1955, kiedy Republikanie mieli większość w Izbie, będąc w tych okresach Liderem Mniejszości. Oceniany jest jako jeden z najbardziej efektywnych spikerów Izby w historii tej instytucji.